# 小山良師
小山 良師（おやま よしもろ、慶安元年（1648年） - 正徳5年9月4日（1715年10月1日））は、江戸時代前期の武士。赤穂藩浅野氏の家臣。通称は源五左衛門（げんござえもん）、一説に源五右衛門（げんごえもん）。

## 生涯
慶安元年（1648年）、大石良欽の三男として生まれた。母は鳥居忠勝の娘。大石良雄にとっては叔父にあたる。
寛文6年（1666年）3月26日、中小姓（24石4人扶持）として浅野長直に仕えた。延宝3年（1675年）11月25日、伯父にあたる赤穂藩士・小山良秀の養子となり、足軽頭300石にまでなった。
元禄14年（1701年）の主君・浅野長矩による刃傷事件によって赤穂藩改易されると、赤穂城での論争では一貫して大石派として行動し、神文血判書も提出して大石良雄の盟約に加わった。赤穂城開城後は京都に住み、同じく大石の親族の進藤俊式とともに山科の良雄を支えて、浅野家再興運動に協力した。
ところが、元禄15年（1702年）7月、長矩の弟・浅野長広が広島藩お預かりが決まり、浅野家再興が絶望的になると、大石は仇討ち一本の路線に転換し、命を惜しむ者に脱盟の機会を与えるため「神文返し」を行うが、小山は閏8月10日をもって脱盟した。また進藤もこの頃に脱盟しており、大石も2人に再考を求めたが、閏8月25日付の書状で再度脱盟を告げた。赤穂事件ののち、討ち入り阻止に動いた広島藩や兄・小山良速を憚り剃髪し、山城八幡に住んで鳥居休澤と号した。
正徳5年（1715年）9月4日に死去。享年68。京都の紫野瑞光院に葬られた。法名は廣徳院雲叟休澤。